# Nicolai Grahmez
Nicolai Grahmez (ur. 26 stycznia 1999) – mołdawski zapaśnik startujący w stylu wolnym. Zajął trzynaste miejsce na mistrzostwach świata w 2021 i 2023 roku. 
Brązowy medalista mistrzostw Europy w 2022. Piąty w Pucharze Świata w 2020. 
Trzeci na MŚ U-23 w 2021. Drugi na ME U-23 w 2021; trzeci w 2022. Trzeci na MŚ juniorów w 2018. Drugi na ME juniorów w 2018; trzeci w 2019. Trzeci na MŚ kadetów w 2014 roku.